# Adalbertina
Az Adalbertina női név az Adalbert férfinév női párjának, az Adalbertának továbbképzése -ina képzővel. A férfinév jelentése: nemes + fényes, híres.

## Rokon nevek
Adalberta

## Gyakorisága
Az újszülötteknek adott nevek körében az 1990-es években az Adalbertina szórványosan fordult elő. A 2000-es és a 2010-es években sem szerepelt a 100 leggyakrabban adott női név között.
A teljes népességre vonatkozóan az Adalbertina sem a 2000-es, sem a 2010-es években nem szerepelt a 100 leggyakrabban viselt női név között.

## Névnapok
- április 23.[2]